# Cyclorhiza waltonii
Cyclorhiza waltonii là một loài thực vật có hoa trong họ Hoa tán. Loài này được (H.Wolff) M.L.Sheh & R.H.Shan mô tả khoa học đầu tiên năm 1980.